# Galium valdepilosum
Galium valdepilosum là một loài thực vật có hoa trong họ Thiến thảo. Loài này được Heinr.Braun mô tả khoa học đầu tiên năm 1886.